# Totale Mischration

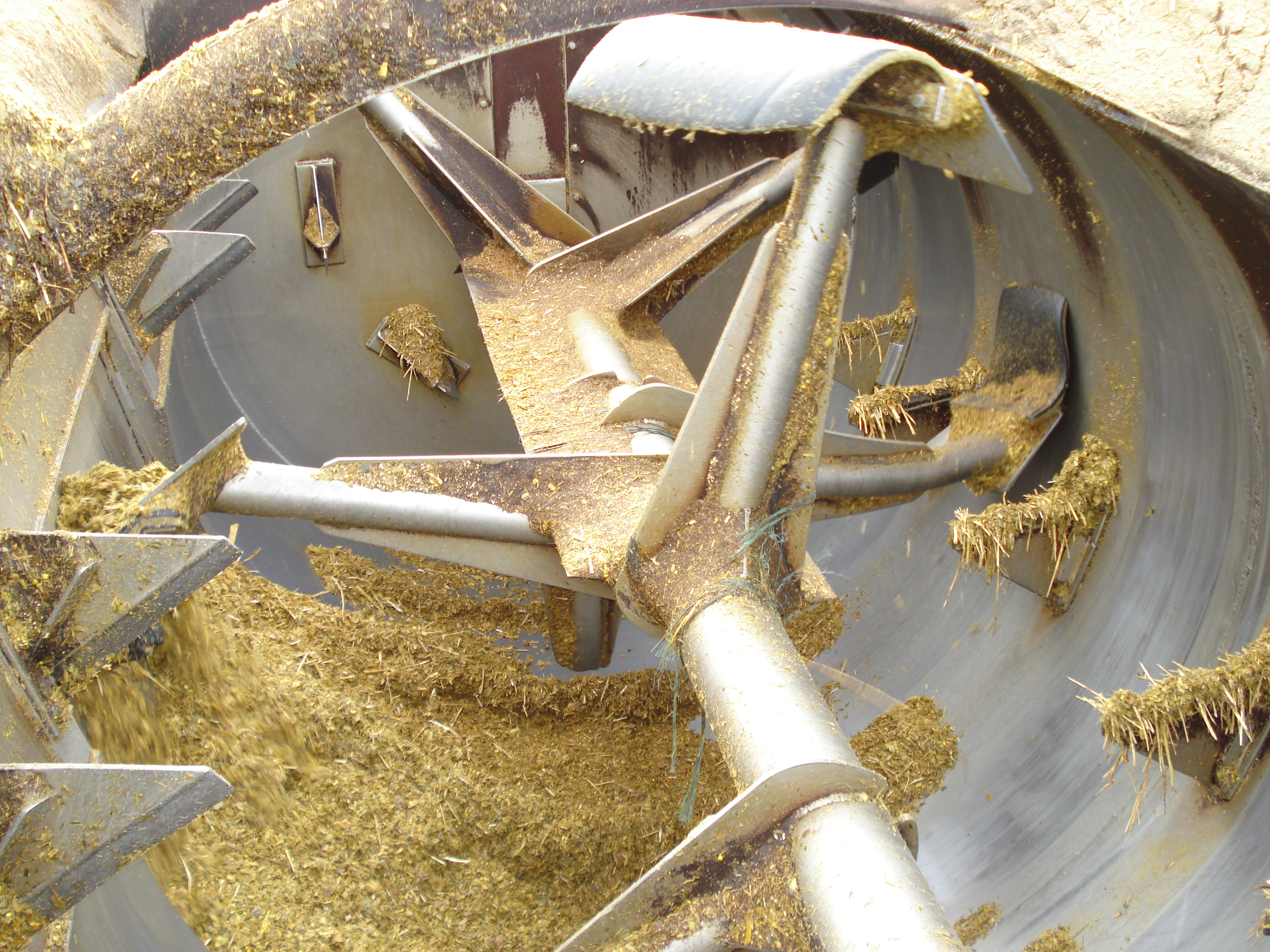
Blick in einen Futtermischwagen mit Resten durchmischten Futters (Maissilage, Grassilage etc.)

Die Totale Mischration ist ein Fütterungssystem in der Viehwirtschaft, bei dem in einer Futtermischung alle Futterkomponenten gemischt werden.
Weitere Bezeichnungen sind Voll-TMR, Totalmischration, Total-Misch-Ration oder kurz TMR (übertragen vom engl. total mixed ration). Im Alltagssprachgebrauch wird manchmal auch die so zusammengestellte Futtermischung selbst als TMR bezeichnet.
Im Gegensatz dazu gibt es die Teilmischration (Teil-TMR), bei der eine tierindividuelle Kraftfutterzuteilung erfolgt.
Bei beiden Verfahren kommt in der Regel ein Futtermischwagen zum Einsatz.

## Vorteil einer Voll-TMR
Durch das Füttern des vermischten Futters lassen sich Trockenmasseanteil und Energiegehalt der vom Tier aufgenommenen Futterration erhöhen, so dass die Milchmenge gesteigert werden kann.

## Gruppenbildung
Um eine Annäherung an eine tierindividuelle Fütterung zu erreichen, werden innerhalb eines Betriebes die Kühe in Gruppen aufgeteilt. In der Praxis schwanken die natürlichen Milchleistungen je nach Einzeltier, Rasse und vergangener Zeit seit der Geburt des Kalbes zwischen 20 und 60 Litern Milchleistung je Tag. Dementsprechend kann eine Voll-TMR nur mit mehreren Tiergruppen korrekt eingestellt werden, damit manche Tiere nicht zu viel Energie und Eiweiß erhalten, und andere zu wenig. Ein durchschnittlicher europäischer Betrieb kommt auf 5 Kuhgruppen. In der Regel gibt es dann zwei Rationen für Trockensteher, eine für die 2 Wochen nach der Geburt des Kalbes, eine für Hochleistungskühe und eine für altmelkende, zur Verfettung neigende Kühe.

## Nachteile
- Beim Gruppenwechsel kommt es zu Leistungseinbrüchen.
- Die Pansenmikrobenflora muss sich an andere Grundfuttermittel wie Grassilage anpassen. Dieser Prozess kann bis zu 4 Wochen dauern.
- Teils ist als Ursache für Minderleistungen der Stress bei der Integration in eine neue Tiergruppe zu sehen.
- Leistungsstarke Tiere werden zudem nicht ausreichend ausgefüttert und zehren stärker an ihrer Körpersubstanz als es bei einer Teilmischration der Fall wäre.[2]
- Auf rassebedingte Unterschiede kann bei der TMR Fütterung kaum eingegangen werden.
- Das Mischen von mehreren Rationen am Tag benötigt Zeit und ist fehleranfälliger.
- Die Stallgebäude lassen oft eine Variation der Gruppengrößen nicht zu, so dass es dort unweigerlich zu Kompromissen kommt.
- Die Gruppen müssen auch bei Arbeiten wie dem Melken oder beim Weidegang erhalten werden. Auch hier kommt es schnell zu einem höheren Arbeitszeitaufwand oder Kompromissen.
- Der Kraftfutteraufwand in Gramm je Liter Milch ist bei TMR Betrieben rund 20 % höher.[3] Das führt zu Mehrkosten der TMR von rund 1,5 Cent je Liter Milch.[4]
- Absperrgitter im Stall führen je nach Stallsystem zu Sackgassen, welche den rangniedrigen Tieren keine Fluchtmöglichkeit mehr bietet.[5][6]

## Alternative
Die aufgewertete Mischration (auch Teilmischration; übertragen vom engl. partly mixed ration, kurz PMR) ist ein Fütterungssystem, das TMR als pauschal verteilte, mit einem kleinen Kraftfutteranteil versehene Grundfuttermischung kombiniert (engl. separate concentrate feeding, SCF). Weiteres Kraftfutter wird über eine Kraftfutterstation tierindividuell zugeteilt. Vermehrt wird die Kraftfutterstation mit der Melktechnik kombiniert. Ein Melkroboter dosiert dabei die Kraftfuttermenge individuell nach Parametern wie Milchmenge, Laktaktionstag und Körperkondition. So kann am Trog eine Basisration für alle Kühe vorgelegt werden. Die Kraftfutterstation kann dann anhand der Tiererkennung eine entsprechend korrekt ergänzende Kraftfuttersorte ausgeben.